# ستنيسو كون
ستنيسو كون (بالبولندية: Stanisław Kohn)‏ هو طبيب بولندي، ولد في 1895 في وارسو في بولندا، وتوفي في 1940 في Palmiry ‏ في بولندا.

## وصلات خارجية
- ستنيسو كون على موقع مباريات الشطرنج (الإنجليزية)
- ستنيسو كون على موقع 365Chess.com (الإنجليزية)
- ستنيسو كون سجل أولمبياد الشطرنج على موقع OlimpBase.org (الإنجليزية)